# 雲松院

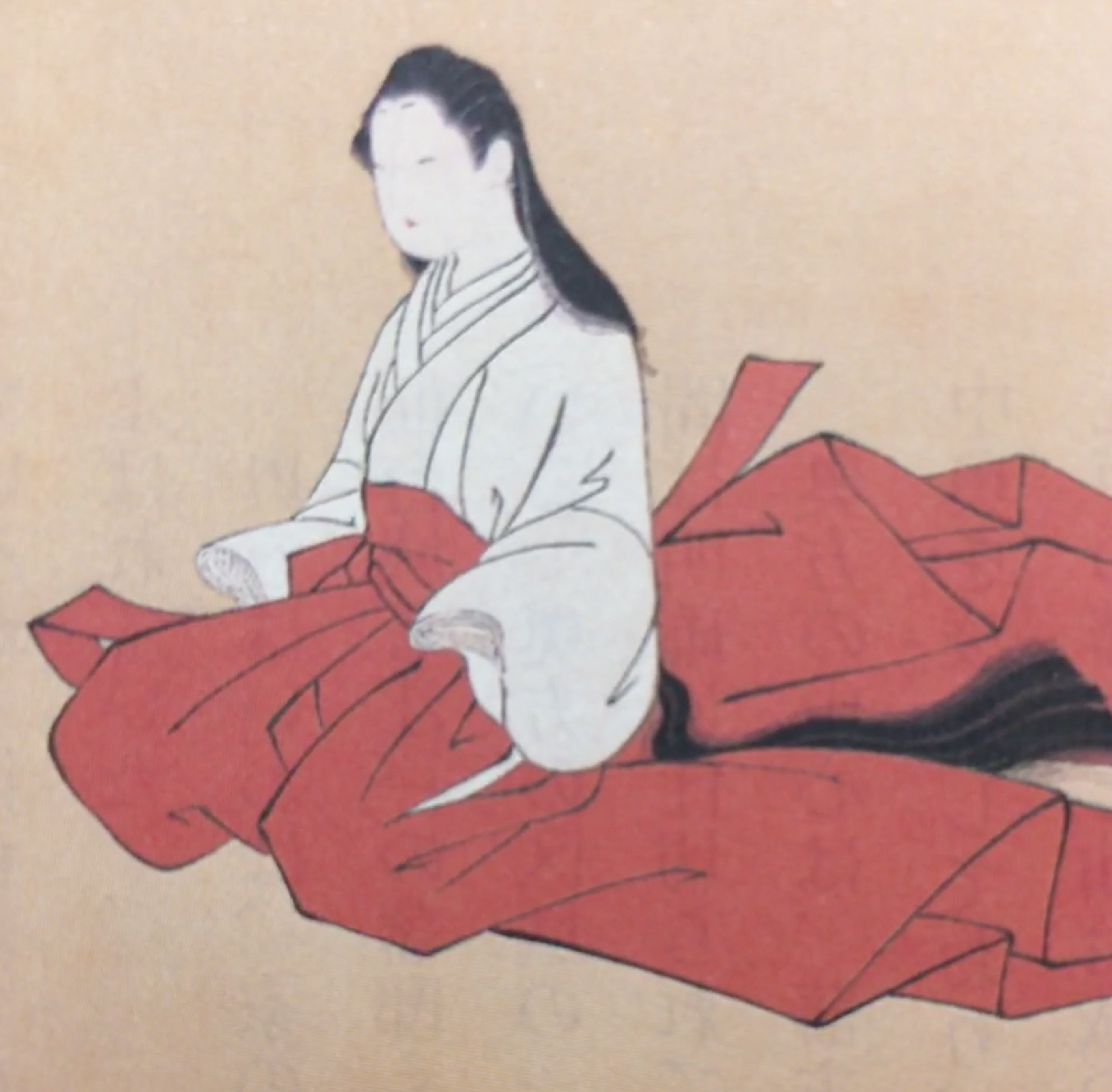
利根姫像(仙台市博物館蔵)

雲松院（うんしょういん、享保2年8月1日（1717年9月5日） - 延享2年閏12月16日（1746年2月6日））は、紀伊徳川家当主徳川宗直の娘で、征夷大将軍徳川吉宗の養女。仙台藩主伊達宗村の正室で藩主伊達重村の養母。同じく吉宗の養女である浄岸院の養妹にあたる。本名は峰姫、後に利根姫（とねひめ）。伊達家に入って温子（はるこ）。『幕府祚胤伝』では綱子。将軍養女なので当然、本人および幕府からの付属官吏は須原屋版武鑑に登場しており、武鑑では利根姫で記載される。
仙台市博物館に肖像画があり、『仙台市史 通史5 近世3』に掲載されている。

## 経歴
享保2年（1717年）8月1日出生。生母は斉藤氏。徳川宗将の異母姉で、熊本藩主細川宗孝の正室である喜姫の同母姉にあたる。同6年（1721年）に疱瘡、同15年（1730年）に麻疹を患う。
享保18年（1733年）より仙台藩主伊達吉村の嗣子である伊達宗村との縁談が進められ、享保20年（1735年）4月23日に徳川吉宗の養女となって将軍家に入り、同年5月7日に宗村と婚約し、同年11月28日に婚礼を挙げる。
婚約の正式発表とともに、徳川将軍家の娘を正室に迎える慣例により同年、愛宕下の江戸藩邸中屋敷の一角に幕府指導の下、御守殿が造営される。また仙台領内での「とね」と称する女性名の禁止、および利根姫の敬称を将軍養女である点を考慮して「姫君様」と呼ぶよう通達された。また、利根姫の年間経費を6000両と決定された。
元文2年（1737年）閏11月15日に温子と改名。元文4年（1739年）に源姫を出産。源姫は後に佐賀藩主鍋島重茂の正室となる。なお｢寛政重修諸家譜｣の伊達氏系図の記述では何故か元文元年（1736年）に娘の源姫とともに江戸城大奥に参ったとある。
寛保3年（1743年）に夫の宗村が吉村の隠居を受けて仙台藩主を相続すると、芝口の江戸藩邸上屋敷奥方が中屋敷の御守殿に準じて改築され、延享2年（1745年）に温子は上屋敷に移る。同年12月3日に2番目の女児を出産するが夭折し、本人も同年閏12月16日に死去した。戒名は雲松院殿梅月浄馨大姉。墓所は大年寺。

## 幕府側官吏
将軍家の養女は実子同様に扱われ、婚礼後も幕府より姫様方用人などの直臣の官吏が派遣される。役人から駕籠かきまで49人、女中69人に及ぶ。幕府出向者は利根姫死去以降は幕府に戻った。また、仙台藩側からも利根姫専属の御守殿付役人95人が任命された。なお、「寛政重修諸家譜」によると寛保3年（1743年）から延享2年（1745年）まで川勝光隆が利根姫様方用人を勤めている。

### 元文六年武鑑掲載の幕府側官吏
元文6年（1741年）刊行の武鑑での利根姫の付属官吏は以下のとおり。なお、武鑑の掲載都合により、実際とは若干の差がある場合がある。
【利根姫様用人】
- 布衣、役料500俵、足高450俵。

久保十兵衛、大田嘉兵衛
【同（利根姫様）用達】
山本又十郎
【同（利根姫様）御番医】
小森西論（小森西倫の誤記）
【同（利根姫様）侍衆】
今井甚之丞、鈴木文次郎、萩原権九郎、馬場三左衛門、鈴木傳七郎
【同（利根姫様）台所番】
清水忠次郎